# Ке-Ну
Тип 4, «Ке-Ну» (яп. 四式軽戦車 ケヌ ён сики кэй сэнся кэ-ну) — японский лёгкий танк времён Второй мировой войны, представлявший собой лёгкий танк «Ха-Го» с установленной на него башней среднего танка «Чи-Ха». Выпускался компанией «Мицубиси» в небольших количествах в 1944 году, а также переделывался из обычных «Ха-Го».

## История и создание
Тип 4 «Ке-Ну» являлся побочным эффектом продолжающейся разработки среднего танка Тип 97 «Чи-Ха». Оригинальный «Чи-Ха» был вооружен 57 мм пушкой с низкой начальной скоростью. Опыт применения в Маньчжоу-го, Китай на ранних стадиях Японо-китайской войны (1937—1945), а также против Советского Союза в боях на Халхин-Голе в ходе Советско-японских пограничных конфликтов (1938—1939) показал, что данная пушка абсолютно не эффективна против имевшейся брони, что послужило причиной разработки новой 47 мм пушки с высокой начальной скоростью полета снаряда. Установка новой 47 мм пушки на танк «Чи-Ха» привело к созданию «Шинхото Чи-Ха». Освободившиеся после модернизации башни со старыми 57 мм пушками было решено смонтировать в корпус лёгкого танка «Ха-Го». Результат получил название Тип 4, «Ке-Ну». Подобным образом в течение 1944 г. было произведено примерно 100 танков «Ке-Ну».

## Недостатки
Несмотря на установку пушки от среднего танка Тип 97 «Чи-Ха», «Ке-Ну», хоть и получил повышенную огневую мощь, оставался по сути легким танком Тип 95 «Ха-Го». Установка новой башни на старое шасси привело к увеличению массы танка на 1т и снизило максимальную скорость до 40 км/ч. Кроме того модернизация ни коим образом не решила главной проблемы Типа 95 — абсолютно недостаточной толщины бронирования корпуса.
Максимальная толщина бронирования составляла 30мм в лобовой части башни и легко пробивалась 37 мм, 75мм и 2-х фунтовыми пушками на танках союзников.

## Боевое применение
Модернизация была проведена в 1944, и серьёзного влияния на ход войны танк оказать уже не сумел, так как большинство танков поступило в части, предназначенные для обороны Японских островов от так и не состоявшейся высадки войск США. Несколько Тип 4 «Ке-Ну» были отправлены в Корею и Маньчжоу-го, где воевали против частей Красной армии в ходе Маньчжурской операции (1945).

## Сохранившиеся экземпляры
Россия:
- - В Танковом музее в Кубинке представлен гибрид с корпусом «Ха-Го» (привезенного с острова Шумшу и у которого отсутствовала башня) которому добавили башню с танка «Чи-Ха» и экспонируют под видом танка «Ке-Ну»[5] (что является технически достоверной заменой, хотя лишенной оригинальности. Получившаяся модель имеет несколько отличий от оригинального серийного производства «Ке-Ну»).
  - «Ке-Ну» есть так же в Музее Победы. Утверждается что этот экземпляр сделан таким же образом, как экземпляр в Кубинке, только башня даже не оригинальная[6].